# André Mollet (Radsportler)
André Mollet (* 13. Juli 1949 in Isbergues) ist ein ehemaliger französischer Radrennfahrer.

## Sportliche Laufbahn
Mollet gewann als Amateur die Rennen Grand Prix de Lillers 1968, Paris–Dreux, Paris–Gachy und die Trophée Peugeot 1969, Paris–Évreux, Paris–La Ferté-Bernard, die Tour des Combrailles und den Grand Prix des Flandres françaises 1970.
1971 wurde er Berufsfahrer im Radsportteam Peugeot-BP-Michelin. Er blieb bis 1981 aktiv. 1972 gewann er Etappen im Rennen Étoile des Espoirs und in der Tour de l’Oise. Im Etappenrennen Étoile des Espoirs wurde er Zweiter hinter Bernard Larbourdette. Er konnte weitere Etappen in den Rundfahrten Quatre Jours de Dunkerque 1976 und 1980 sowie bei Paris–Nizza 1978 gewinnen. Dazu kamen Erfolge in den Eintagesrennen Grand Prix d’Aix-en-Provence 1979 und Tour du Pas-de-Calais 1982.
Die Tour de France fuhr er fünfmal. 1973 wurde er 69., 1974 59., 1978 36. und 1979 70. der Gesamtwertung. 1975 war er ausgeschieden. In der Vuelta a España 1974 wurde er 29., 1979 27. des Endklassements.